# 帕赖勒莫尼亚勒站
帕赖勒莫尼亚勒站是法国的一个铁路车站，位于法国中东部索恩-卢瓦尔省境内的帕赖勒莫尼亚勒。

## 位置
帕赖勒莫尼亚勒站位于帕赖勒莫尼亚勒市区的西南部，布尔班斯河（La Bourbince）左岸。车站大致呈西北-东南走向，开口朝东北。
帕赖勒莫尼亚勒站是一个区域性的铁路枢纽，现有北、西、东南三个不同方向的铁路，可分别前往第戎、穆兰和里昂方向。历史上还曾有过往南和东的铁路，可前往罗阿讷和马孔，但现已停运。

## 停靠线路
以下列车线路在帕赖勒莫尼亚勒站停靠：
| 帕赖勒莫尼亚勒站列车线路表 |      |               |                 |              |
| 线路                       | 车种 | 上一站        | 下一站          | 大致运行频率 |
| 图尔—里昂                  | TER  | 迪关          | 拉克莱特-博德蒙 | 每天1趟      |
| 讷韦尔/帕赖勒莫尼亚勒—里昂 | TER  | 迪关/（起点） | 拉克莱特-博德蒙 | 每天2~3趟    |
| 克莱蒙费朗—第戎            | TER  | 迪关          | 热讷拉尔        | 每天1趟      |
| 帕赖勒莫尼亚勒—蒙沙南      | TER  | （起点）      | 热讷拉尔        | 每天4趟左右  |
| 1. 2.                      |      |               |                 |              |

## 配套交通

### 大巴车
帕赖勒莫尼亚勒站对应的大巴车上下车地点位于车站正前方的广场上。
| 停靠站的大巴车       |                                       |                                                                                               |
| 上下车地点           | 运营单位                              | 主要目的地                                                                                    |
| 帕赖勒莫尼亚勒站门口 | Flixbus                               | - 719线：里昂、瓦朗斯、普罗旺斯艾克斯、戛纳、尼斯                                             |
| 帕赖勒莫尼亚勒站门口 | 罗讷-阿尔卑斯城际客运 Car Rhône-Alpes | - 13线：勒克勒佐TGV站、蒙沙南、马尔西尼、罗阿讷、勒科托                                       |
| 帕赖勒莫尼亚勒站门口 | 索恩-卢瓦尔省城际客运 Buscéphale      | - 09线：迪关、沙罗勒、圣塞西尔、克吕尼                                                        |
| 帕赖勒莫尼亚勒站门口 | SNCF                                  | 穆兰、卢瓦尔河畔日利 （当某条铁路线施工或罢工时，SNCF可能也会提供途径该线路沿途站点的大巴车） |
| 1. 2. 3. 4.          |                                       |                                                                                               |

### 市内交通
帕赖勒莫尼亚勒市区尚未常规公交线路。

## 临近车站
| 帕赖勒莫尼亚勒站（Gare de Paray-le-Monial） |                          |                            |
| 上行车站                                    | 线路                     | 下行车站                   |
| 迪关站 11.2km ←                             | 穆兰－马孔铁路           | （终点）（下行路段已关闭） |
| （起点）（上行路段已关闭）                  | 罗阿讷－蒙沙南铁路       | 热讷拉尔站 → 20.5km        |
| （起点）                                    | 帕赖勒莫尼亚勒－日沃尔站 | 拉克莱特-博德蒙站 → 28.1km |
| - 本表仅显示运营中的线路及车站              |                          |                            |